# Révolte de Sobibór
La révolte de Sobibór est une opération ayant eu lieu le 14 octobre 1943 dans le centre d'extermination de Sobibór, et planifiée plusieurs semaines auparavant. Dans l'après-midi du 14 octobre 1943, des membres du mouvement clandestin de Sobibór tuent secrètement onze des SS en service, puis conduisent environ 300 prisonniers juifs hors du camp. Cette révolte est l'un des trois soulèvements de prisonniers juifs dans les camps d'extermination, les autres étant ceux du camp d'extermination de Treblinka le 2 août 1943 et d'Auschwitz le 7 octobre 1944. C'est la seule qui a en partie réussi.

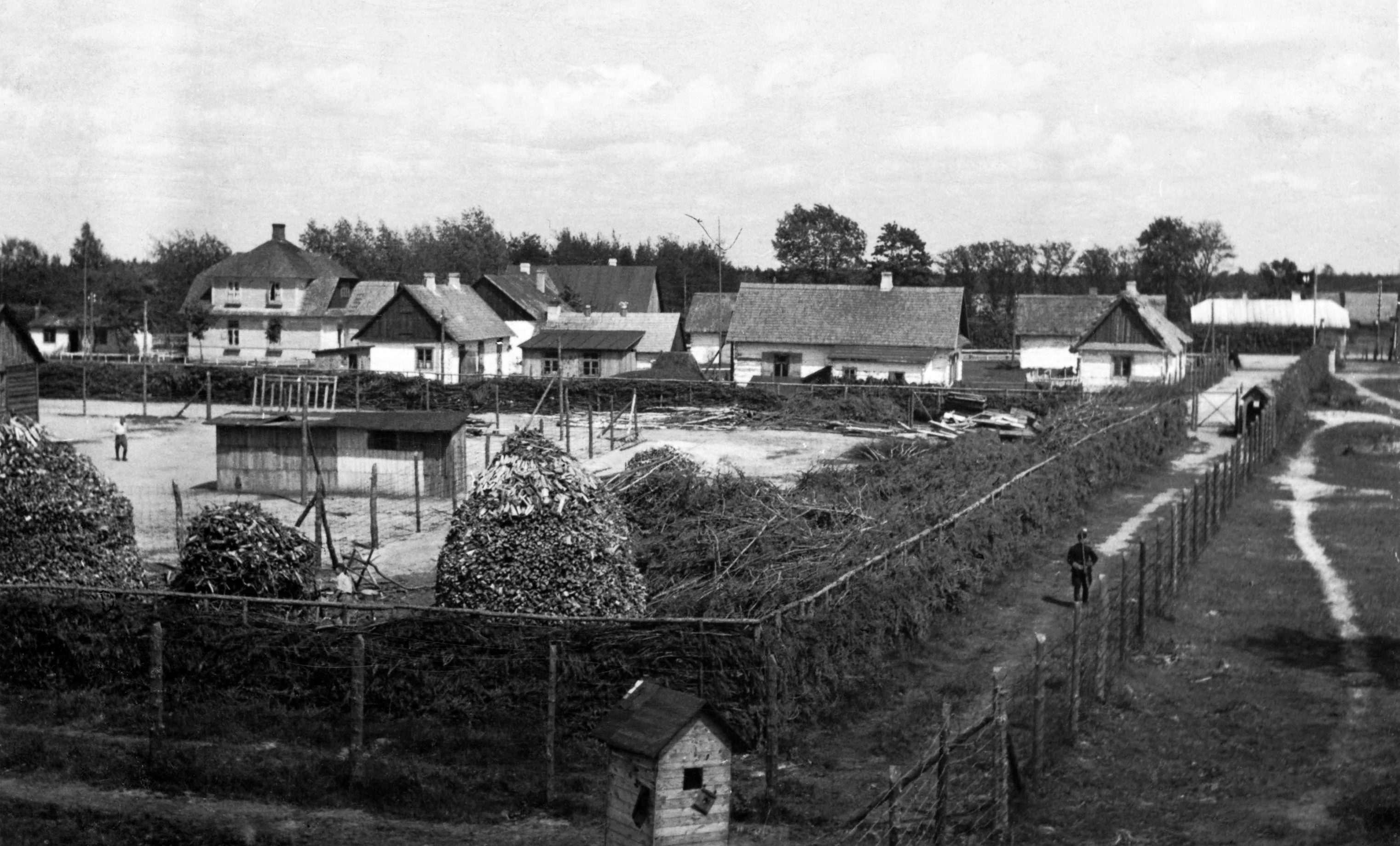
Vue du camp d'extermination de Sobibor, été 1943

## Préalables et organisation

### Préalables
À la fin de 1942, la quasi-totalité des ghettos juifs du Gouvernement général de Pologne ont été détruits. Le 5 juillet 1943, Heinrich Himmler, qui a visité le camp en février 1943, ordonne donc de transformer Sobibor en camp de concentration. Cet ordre signifie l'arrêt de mort des Arbeitsjuden qui travaillent aux quais d'arrivée des déportés et dans le centre III. Au cours de l'été 1943, des rumeurs ont commencé à circuler selon lesquelles Sobibór allait bientôt cesser ses activités. Les prisonniers comprenaient que cela signifierait une mort certaine pour eux tous, puisque la dernière cohorte de prisonniers du centre d'extermination de Bełżec avait été assassinée à Sobibór après le démantèlement de leur propre camp. Les prisonniers de Sobibór le savaient puisque les prisonniers de Bełżec avaient cousu des messages dans leurs vêtements,. Le plan avait été gardé secret, de sorte que même ceux qui étaient au courant de la révolte en connaissaient peu de détails.

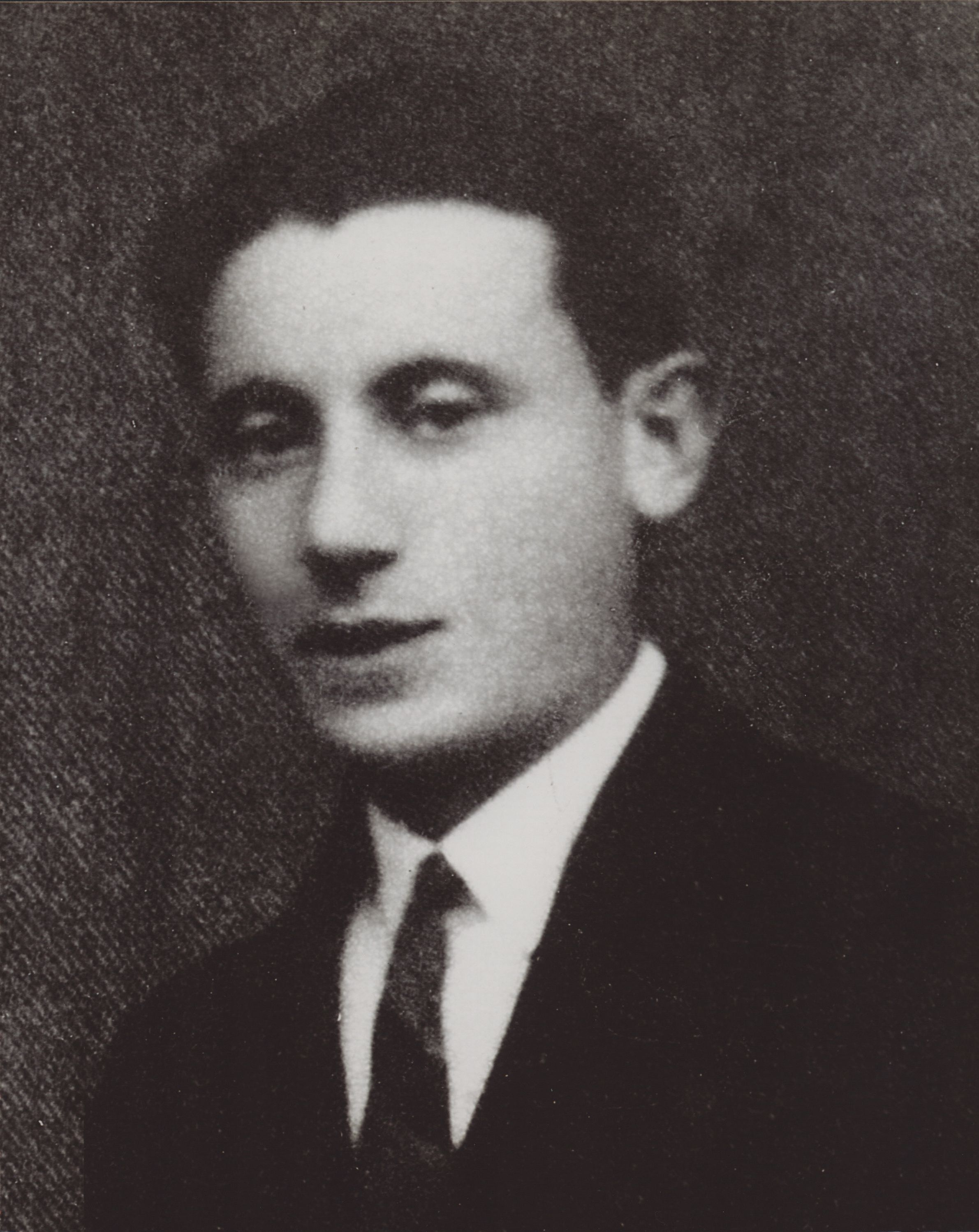
Leon Feldhendler, co-organisateur de la révolte de Sobibor, en 1933

### Organisation

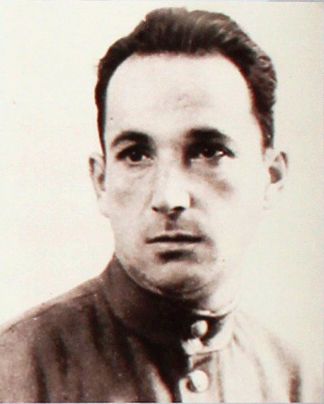
Alexander Pechersky, l'organisateur principal de la révolte

Ayant été témoins de l'extermination de dizaines de milliers d'innocents, les arbeitsjuden comprennent que les SS ne permettront pas à un seul d'entre eux de rester en vie. Ils apprennent le soulèvement des déportés à Treblinka début août et un projet de révolte se met en place. Le 23 septembre arrive un convoi de Juifs biélorusses, tous affectés à la construction de bâtiments ; avec Léon Feldhendler comme chef, secondé par Alexander Petcherski, lieutenant de l'Armée rouge, prisonnier de guerre juif surnommé « Sacha », le 14 octobre 1943, la révolte éclate dans le centre. Yehuda Lerner est un des initiateurs.

## Déroulement de la révolte

### Assassinat des SS

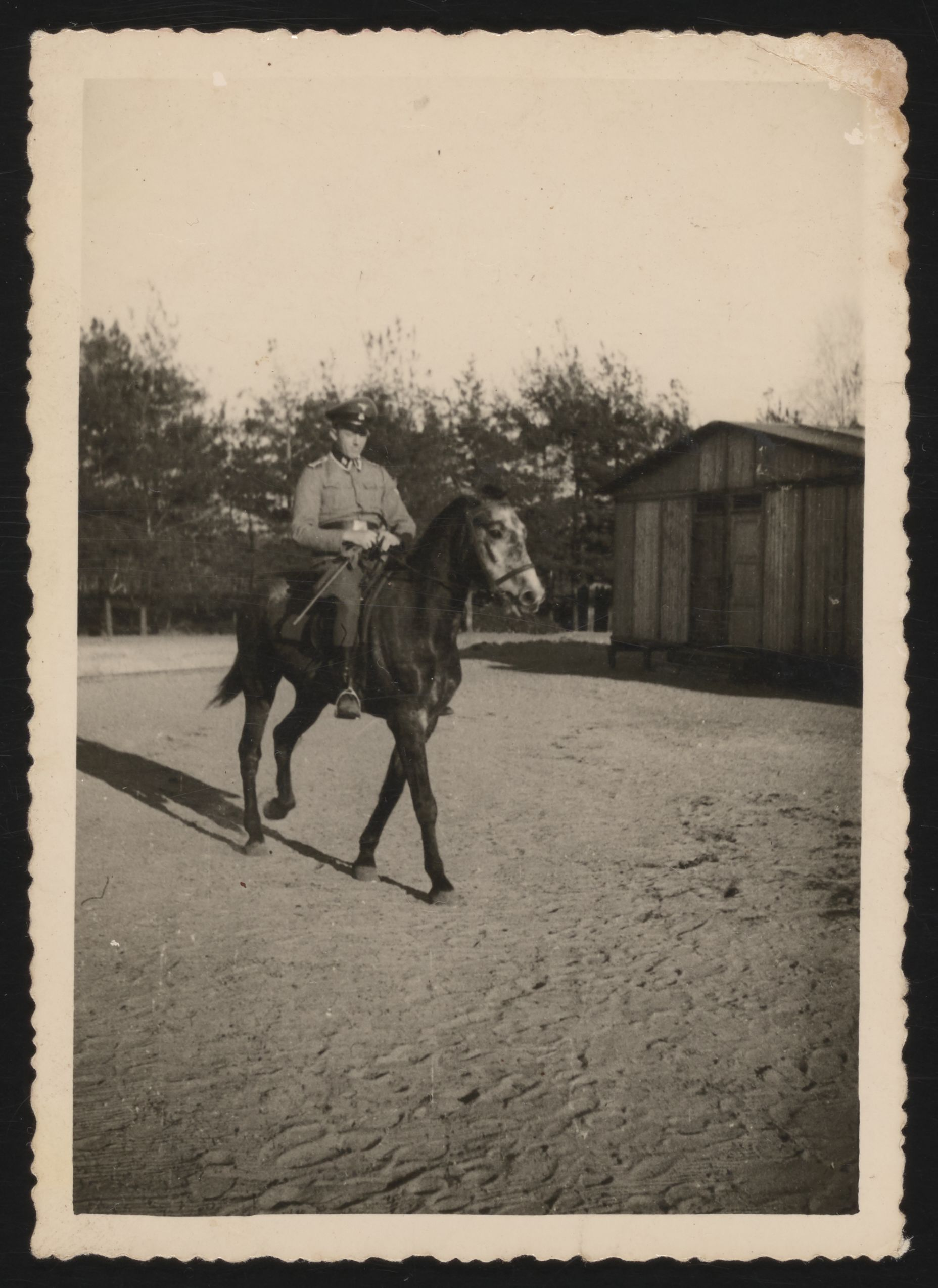
Johann Niemann traversant le Lager II quelques mois avant d'être tué lors de la révolte.

Comme prévu par l'organisation de l'insurrection, à 16 h, au moment de l'appel pour le rassemblement, les révoltés, armés de couteaux, de haches et de pelles réussissent à désarmer des gardiens, à isoler et tuer une dizaine de SS et de gardes ukrainiens. La première personne à être assassinée par les prisonniers est Johann Niemann, l'officier SS le plus haut gradé en service ce jour-là. Niemann est tué dans le baraquement du tailleur par un coup de hache à la tête par Alexander Shubayev, un soldat juif de l'Armée rouge emprisonné à Sobibór et qui travaille dans un Sonderkommando.

### Évasion massive
Ils tentent sans succès d'atteindre la porte principale. Alors que la foule déferle, il y a un moment de confusion pendant lequel les gardiens des tours ne réagissent pas. Itzhak Lichtman a rapporté avoir vu certains des SS restants se cacher, pensant peut-être que le camp était attaqué par des partisans. Après un moment, les gardiens commencent à tirer dans la foule ,. Un groupe de prisonniers tente de se ruer vers la porte principale, mais un autre officier SS tire dans la foule. Certains se dispersent, mais d'autres sont poussés en avant par la force de ceux qui sont derrière eux. Ils piétinent la porte principale et s'écoulent. Les gardes allemands et ukrainiens ouvrant le feu sur eux, ils réussissent à ouvrir une brèche dans les barbelés puis parviennent à s'échapper à travers le champ de mines qui entoure le camp. Des dizaines d'entre eux y trouvent la mort. Plus d'une centaine sont repris et abattus. Près de 320 déportés sur un total de 550 réussissent effectivement à sortir du centre, mais seulement 53 survivent à leur fuite, quelque temps plus tard. À l'occasion de cette révolte, neuf membres de la SS et deux gardiens ukrainiens trawnikis, des Volksdeutsche, périssent également.
D'autres prisonniers du "Vorlager" ont essayé de s'échapper par les barbelés derrière les baraquements des officiers SS, pensant à juste titre qu'il y aurait moins de mines à cet endroit. De nombreux prisonniers qui ont tenté de sortir de cette façon restent coincés sur les barbelés . Parmi ces prisonniers se trouve Thomas Blatt, qui a survécu parce que la clôture s'est effondrée sur lui. Alors qu'il est allongé sur le sol, il voit les prisonniers devant lui exploser alors qu'ils traversent le champ de mines,. Blatt se libère en se glissant hors de son manteau coincé sur le fil barbelé et en courant à travers les mines explosées et dans la forêt,.
Environ 300 prisonniers se sont évadés dans la forêt,. Pechersky et Feldhendler courent dans la cour en essayant de faire sortir les prisonniers, mais environ 175 d'entre eux restent néanmoins en arrière.

## Après l'évasion
Immédiatement après l'évasion, dans la forêt, un groupe de cinquante prisonniers a suivi Pechersky. Après quelques jours, Pechersky et sept autres prisonniers de guerre russes sont partis, prétendant qu'ils reviendraient avec de la nourriture. Au lieu de cela, ils sont partis pour traverser le boug et prendre contact avec les partisans. Pechersky n'étant pas revenu, les prisonniers restants se séparent en petits groupes et cherchent des chemins séparés.
En 1980, Blatt a demandé à Pechersky pourquoi il avait abandonné les autres survivants. Pechersky a répondu : « Mon travail était terminé. Vous étiez des Juifs polonais sur votre propre terrain. J'appartenais à l'Union Soviétique et me considérais toujours comme un soldat. A mon avis, les chances de survie étaient meilleures dans de petites unités. Dire directement aux gens : "Nous devons nous séparer" n'aurait pas marché. Vous avez vu, s'ils avaient suivi chacun de mes pas, nous aurions tous péri. [...] qu'est-ce que je peux dire ? ».
L'historien néerlandais et survivant de Sobibor Jules Schelvis estime que 158 détenus ont péri lors de la révolte de Sobibor, tués par les gardes ou dans le champ de mines entourant le camp. Cent sept autres ont été tués par les SS, la "Wehrmacht" ou les unités de police de l’Orpo qui les poursuivaient. Quelque 53 insurgés sont morts d'autres causes entre le jour de la révolte et le 8 mai 1945. Il y avait 58 survivants connus, 48 hommes et 10 femmes, parmi les prisonniers "Arbeitshäftlinge" qui travaillaient comme esclaves pour le fonctionnement quotidien de Sobibor. Leur séjour dans le camp a duré de quelques semaines à près de deux ans[réf. souhaitée].

## Liquidation et démolition

### Liquidation
Une fois que les tirs ont cessé, les SS survivants sécurisent le camp. Ils tiennent en joue les prisonniers restants dans le Lager I et exécutent ceux qui se cachent dans d'autres parties du camp. Ils recherchent Niemann, qui avait été laissé responsable du camp pendant que le commandant Reichleitner était en vacances. Après le coucher du soleil, les recherches se poursuivent dans l'obscurité, les prisonniers ayant coupé les lignes électriques.

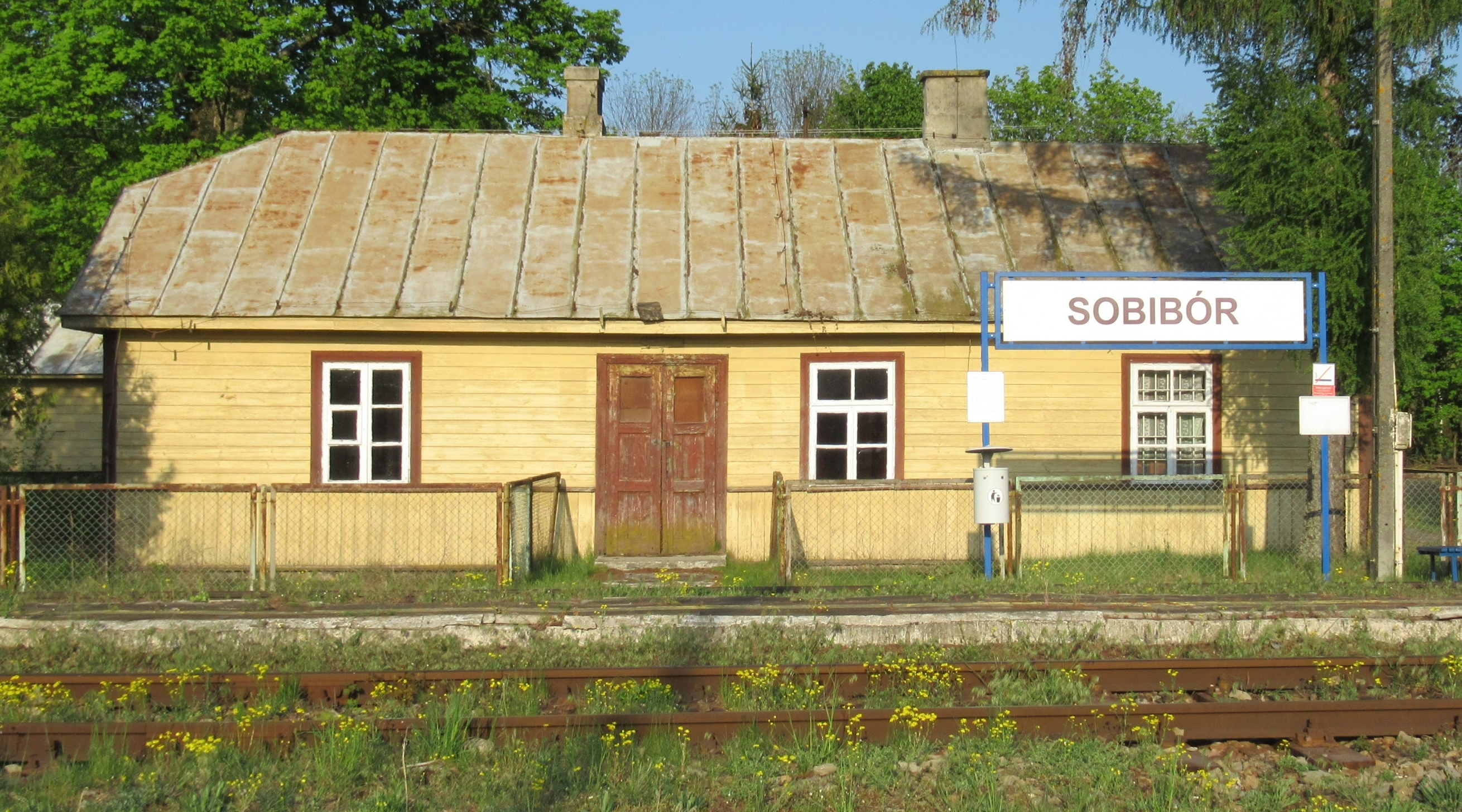
Gare de Sobibór, où Frenzel a appelé des renforts après la révolte

Vers 20 heures, le cadavre de Niemann est retrouvé dans la caserne des tailleurs et Frenzel prend le commandement. Sa première entreprise est de convoquer des renforts, pensant que les prisonniers restants résisteraient et craignant que les évadés ne lancent une seconde attaque. Après avoir découvert que les prisonniers ont coupé les lignes téléphoniques, il va utiliser le téléphone de la gare de Sobibór, située à quelques mètres du camp,. Il appelle plusieurs avant-postes SS à Lublin et Chełm, ainsi qu'un bataillon de soldats de la Wehrmacht à proximité. Les renforts sont retardés par une confusion bureaucratique et par le fait que les lignes de chemin de fer ont été détruites par les mouvements de résistance polonais. Cependant, un groupe de responsables SS arrive plus tard dans la nuit, dont Gottlieb Hering et Christian Wirth. Wirth ordonne à Erich Bauer d'aller convoquer en personne les Sicherheitspolizei de Chełm, puisque Frenzel n'a pas réussi à les joindre par téléphone. Bauer rechigne, craignant d'être attaqué en chemin. 
Pendant la nuit, les SS ont ratissé le camp à la recherche de prisonniers cachés. Beaucoup d'entre eux étaient armés et se sont défendus. Jakub Biskubicz, le "putzer" sur lequel Bauer avait tiré pendant la révolte, a assisté à cette partie de la fouille avant de s'échapper :
Jusqu'à minuit, je suis resté allongé sur la terre. J'entendais des cris et des hurlements venant de toutes les directions. À minuit, j'ai entendu des coups de feu près de moi et des voix d'Allemands qui disaient : "Il n'y a personne ici." Ils sont partis… Je suis arrivé au Lager IV. J'ai vu la porte ouverte d'un mirador. Il n'y avait personne. J'ai grimpé l'échelle de la tour et j'ai sauté dehors par-dessus les barrières et les mines. Je suis tombé sur la voie ferrée et je me suis échappé dans la forêt.
Tôt le lendemain, 15 octobre, les SS de Sobibor sont rejoints par de nombreux SS dont Hermann Höfle, ainsi que quatre-vingts soldats de la Wehrmacht. Ils conduisent les 159 autres prisonniers au "Lager III" et les fusillent. Les nazis lancent une chasse à l'homme, inquiets de voir l'Armée rouge en marche trouver dans la campagne polonaise des témoins de leurs crimes.. Des officiers SS, des soldats de la Wehrmacht et des avions de la Luftwaffe balaient les environs, tandis que les habitants se voient offrir des primes pour les aider. Plusieurs officiers SS impliqués dans la chasse à l'homme ont été proposés pour recevoir des médailles pour leur "action incisive". 
Les documents allemands survivants montrent que 59 évadés ont été capturés dans les villages voisins de Sobibór et Różanka les 17 et 18 octobre. Les Allemands y ont récupéré des armes, dont une grenade à main. Quelques jours plus tard, le 21 octobre, une fugitive juive a été tuée par des soldats de la Wehrmacht près d'Adampol[Lequel ?] et huit autres à Sawin[Lequel ?]. Au total, les archives indiquent qu'au moins 107 évadés ont été tués spécifiquement par les Allemands, tandis que 23 autres sont connus pour avoir été tués par des non-allemands. Jules Schelvis estime qu'une trentaine d'entre eux sont morts d'autres manières avant la fin de la guerre.

### Démantèlement du centre et dissimulation des traces
Le 19 octobre, le chef SS Himmler ordonne la fermeture du camp,. Des travailleurs juifs sont envoyés à Sobibor depuis Treblinka afin de démanteler le camp. Ils démolissent sous le commandement des SS un maximum de traces du centre d'extermination : les chambres à gaz et la plupart des bâtiments du camp, en démontant toutes les installations et en dynamitant les chambres à gaz et tous les bâtiments en dur. Mais ils ont laissé derrière eux plusieurs baraquements pour une utilisation future par Baudienst. Puis ils labourent le sol, plantent de nombreux pins sur son site et en y construisant une ferme d'aspect anodin, afin qu’il ne reste aucune trace visible des crimes commis. Les travaux sont terminés à la fin du mois d'octobre et tous les Juifs amenés de Treblinka sont fusillés entre le 1er et le 10 novembre,.
Lorsque l'Armée rouge découvre Sobibor en août 1944, des traces importantes du camp subsistent. Depuis, les recherches archéologiques ont découvert les fondations des chambres à gaz. Les photos prises par Niemann, et léguées en 2020 par son petit-fils à l'USHMM constituent un très important éclairage sur Sobibor.

## Suites et portée de l'évènement

### Survivants
Plusieurs milliers de déportés à Sobibor ont été épargnés par les chambres à gaz parce qu'ils ont été transférés dans des camps de travaux forcés dans la réserve de Lublin, dès leur arrivée à Sobibor. Ces personnes ont passé quelques heures à Sobibor et ont été transférées presque immédiatement vers des projets de travail forcé, dont Majdanek et le camp de l'aérodrome de Lublin, où les matériaux pillés sur les victimes gazées étaient préparés pour être expédiés en Allemagne. Parmi les autres camps de travail forcé figuraient Krychów, Dorohucza et Trawniki. La plupart de ces prisonniers ont été assassinés lors du massacre de novembre 1943 Opération Harvest Festival, ou ont péri d'autres façons avant la fin de la guerre.[page à préciser]. Sur les 34 313 Juifs déportés à Sobibor depuis les Pays-Bas selon les horaires des trains, 18 sont connus pour avoir survécu à la guerre. En juin 2019, le dernier survivant connu de la révolte, Simjon Rosenfeld, né en Ukraine, est décédé dans une maison de retraite près de Tel Aviv, en Israël, à l'âge de 96 ans.
Par la suite, les SS assassinent presque tous les prisonniers du centre qui n'ont pas pu s'enfuir ou même qui n'ont en rien participé à la résistance, soit plusieurs centaines de personnes. Seuls quelques-uns sont conduits dans d'autres camps. En tout et pour tout, seulement 50 prisonniers survivent à la guerre. Certains s'engagèrent dans la résistance polonaise.

### Portée
Cette révolte organisée fut l'une des trois qui éclatèrent dans les centres d'extermination, avec celle de Treblinka le 2 août 1943 et celle du Sonderkommando de Birkenau le 7 octobre 1944. Elle est la plus organisée et la plus massive d'entre elles. Les responsables nazis redoutent que la nouvelle se répande, à la fois informant de l'insurrection, mais également de l'existence des camps d'extermination. Mais la résistance polonaise l'apprend et informe rapidement les alliés de cette révolte.

#### Ouvrages généraux et monographies
- (en) Yitzhak Arad, Belzec, Sobibor, Treblinka. The Operation Reinhard Death Camps, Bloomington, Indiana University Press, 1999, 437 p. (ISBN 978-0-253-21305-1).
- Georges Bensoussan (dir.), Jean-Marc Dreyfus (dir.), Édouard Husson (dir.), Joël Kotek (dir.) et al., Dictionnaire de la Shoah, Paris, Larousse, coll. « À présent », 2009, 638 p. (ISBN 978-2-03-583781-3).
- (en) Thomas Blatt, Sobibor, the Forgotten Revolt : a Survivor's Report, Issaquah, WA, H.E.P, 1997 (1re éd. 1977), 155 p. (ISBN 978-0-9649442-0-6)
- Cila Cehreli, Témoignages du Khurbn : la résistance juive dans les centres de mise à mort – Chelmno, Belzec, Sobibor, Treblinka, Bruxelles, Éditions Kimé, coll. « Entre Histoire et Mémoire, Fondation Auschwitz », 2013, 354 p. (ISBN 978-2-84174-638-5).
- Saul Friedländer (trad. de l'anglais), Les Années d'extermination : l’Allemagne nazie et les Juifs, 1939-1945, Paris, Seuil, 2008, 1028 p. (ISBN 978-2-02-020282-4).
- Raul Hilberg, La Destruction des Juifs d'Europe, Paris, Gallimard, 1991, 3e éd., 1098 p. (ISBN 978-2-07-032710-2, OCLC 919742901), p. 1661-1662.
- Eugen Kogon, Hermann Langbein et Adalbert Ruckerl (trad. Henry Rollet), Les chambres à gaz, secret d'État, Paris, Éd. de Minuit, coll. « Arguments » (no 86), 1984 (réimpr. 1986), 299 p. (ISBN 978-2-7073-0691-3, OCLC 493457145, présentation en ligne).
- Dieter Pohl, « La position du district de Lublin dans la « Solution finale de la question juive » », Revue d’Histoire de la Shoah, vol. 2,‎ 2012, p. 57-84 (lire en ligne)
- Richard Rashke (trad. Denis Authier), Les Évadés de Sobidor, Paris, Presses de la Renaissance, 1983 (réimpr. 2002), 412 p. (ISBN 978-2-85616-257-6, OCLC 461932814)
- Gitta Sereny (trad. Colette Audry), Au fond des ténèbres : de l'euthanasie à l'assasinat de masse: un examen de conscience, Paris, Denoël, 1993, 406 p. (ISBN 978-2-207-24150-9, OCLC 639079919).
- (nl) Jules Schelvis, Vernietigingskamp Sobibor, Amsterdam, Bataafsche Leeuw, 1993, 376 p. (ISBN 978-90-6707-629-6)
- Les révoltés de la Shoah , témoignages et récits, présenté par Marek Halter. Ed. Omnibus, 2010, 1 246 pages. L’ouvrage comprend notamment : Sobidor, la révolte oubliée par Thomas Toïvi Blatt

#### Romans
- Jean Molla, Sobibor, Paris, Gallimard, coll. « Scripto », 2011, 191 p. (ISBN 978-2-07-054612-1, OCLC 999790721)